# Trilobit (album)
Trilobit je studiové album české skupiny Olympic. Vydáno bylo v září roku 2018 vydavatelstvím Supraphon. Na jeho produkci spolupracoval Miroslav Váňa a na albu dále hráli dva američtí hudebníci, kytarista Alek Darson a klávesista Eren Başbuğ. Na písních se autorsky kromě frontmana Petra Jandy podíleli také Ondřej Fencl, Vlasta Henych, Pavel Chrastina a další.

## Seznam skladeb
1. Trilobit – 0:40
2. I'm Fine – 3:58
3. Krásná – 3:19
4. Setkání – 3:07
5. Dobré ráno – 3:20
6. Hrej – 4:08
7. Nedáme se – 2:22
8. Ještě jednou chtěl bych býti klukem – 4:06
9. Jsi moje… – 3:46
10. Perpetuum mobile – 4:27
11. Víla – 4:08
12. Já jednoho znám – 2:56
13. Hit nebo život – 4:37
14. Máš to těžký – 4:59

## Obsazení
- Petr Janda – kytara , zpěv   (Fender Stratocaster (Sanbora), Kemper)
- Milan Broum – basová kytara, sbory   (5 Strings Yamaha BB2025X, Ampeg SVT)
- Jiří Valenta – klávesy   (Kurzweil K 2600, Yamaha W 5, Roland JX8P)
- Martin Vajgl – bicí , sbory   (bicí Mapex, činely Anatolian)